# Елін Вагнер
Елін Матильда Елізабет Вагнер (швед. Elin Wägner, 16 травня 1882, Лунд — 7 січня 1949, Берг, Крунуберг, Швеція) — шведська письменниця, журналістка, педагог, еколог. Провідна суфражистка та одна з основних феміністок Швеції. Громадська діячка, організаторка руху із захисту та порятунку дітей, активістка пацифістського та природозахисного рухів.
Член Шведської академії з 1944 року.

## Біографія
Еліна Вагнер народилася в родині директора школи у місті Лунд. У трирічному віці втратила матір. Працювала викладачкою у жіночій школі у Фогельстаді.
У 1910 році одружилася з літературним критиком Джоном Ландквістом.
Померла від раку шлунка. Її поховали на Північному кладовищі в Лунді.
Сестра Елін Вагнер була у шлюбі з Грегором Паульсоном.

## Громадська діяльність
Одна з найвідоміших суфражисток за надання жінкам виборчого права в Швеції, ініціаторка створення Шведського товариства за жіночу рівноправність.
Поряд з Фредрікою Бремер, Еліна Вагнер є ініціаторкою і найважливішою та найвпливовішою діячкою феміністського руху Швеції.
У листопаді 1919 року Елін Вагнер, Елен Пальмшерна та Герда Маркус створили в Швеції першу в країні організацію із захисту та порятунку дітей під назвою «Рада-Барнен» (шведське відділення «Міжнародного союзу допомоги дітям»).

## Літературна творчість
Елін Вагнер — авторка романів, статей у газетах і журналах, сценаріїв чотирьох фільмів.
Серед найпопулярніших романів Е. Вагнер: Norrtullsligan («Чоловіки й інші нещастя», 1908), Pennskaftet («Ручка», 1910), повість в дусі народних традицій з життя селян Åsa-Hanna (1918). Вона використовувала творчий псевдонім Девінез (Devinez).
Книги та численні статті Елін Вагнер присвячені проблемам жіночої емансипації, цивільних прав, руху за мир, підвищення добробуту людей, охорони навколишнього середовища.

## Вибрана бібліографія
- Från det jordiska museet (1907)
- Norrtullsligan (1908)
- Pennskaftet (1910)
- Helga Wisbeck (1913)
- Mannen och körsbären (1914)
- Camillas äktenskap (1915)
- Släkten Jerneploogs framgång (1916)
- Åsa-Hanna (1918)
- Kvarteret Oron (1919)
- Den befriade kärleken (1919)
- Den förödda vingården (1920)
- Nyckelknippan (1921)
- Den namnlösa (1922)
- Från Seine, Rhen och Ruhr (1923)
- Silverforsen (1924)
- Natten till söndag (1926)
- De fem pärlorna (1927)
- Den odödliga gärningen (1928)
- Svalorna flyga högt (1929)
- Korpungen och jag (1930)
- Gammalrödja (1931)
- Dialogen fortsätter (1932)
- Mannen vid min sida (1933)
- Vändkorset (1934)
- Genomskådad (1937)
- Hemlighetsfull (1938)
- Tusen år i Småland (1939)
- Fred med jorden (1940)
- Väckarklocka (1941)
- Selma Lagerlöf I (1942)
- Selma Lagerlöf II (1943)
- Hans Larsson (1944)
- Vinden vände bladen (1947)
- Spinnerskan (1948)
- Fredrika Bremer (1949)